# City Rover
Der City Rover war ein Kleinwagen von Rover, der im Herbst 2003 vorgestellt wurde. Es handelte sich dabei um einen geringfügig modifizierten Tata Indica mit Rover-Logo (sog. Badge-Engineering).
Das Modell sollte als Nachfolger für den in England anfangs durchaus erfolgreichen Kleinwagen Rover 100 angeboten werden. Der auf dem Austin Mini Metro bzw. Rover Metro basierende Wagen war 1998 nach katastrophalen Ergebnissen im Euro-NCAP-Crashtest vom Markt genommen worden. BMW wollte dadurch außerdem weitere Imageschäden von Rover abwenden. Da für das ursprüngliche Modell noch kein Nachfolger entwickelt worden war, sanken die Absatzzahlen bei Rover weiter. Nach dem Ausstieg von BMW wurde unter finanziell erschwerten Bedingungen nach einem preiswerten Weg gesucht, die Lücke in der Modellpalette zu füllen. Tata bot sich als Partner an, da das Unternehmen in Indien einen Kleinwagen entwickelt hatte, der für den Vertrieb durch Rover nur unwesentlich modifiziert werden musste.
Das Fahrzeug, das anfangs nur in England und Spanien vertrieben wurde, verkaufte sich jedoch nur schleppend. Technisch konnte der City-Rover nicht die in Europa gestellten Ansprüche erfüllen und auch sicherheitstechnisch nicht überzeugen. Er war zwar mit zwei Airbags und ABS ausgestattet, besaß aber eine zu nachgiebige Fahrgastzelle. Das Design entsprach dem Stand der frühen 1990er Jahre. Die Preise für das Fahrzeug waren trotz Preissenkungen im Vergleich zu moderneren Wettbewerbern außerordentlich hoch.
Eine noch im Mai 2005 nach der Insolvenz von MG-Rover im englischen Seehafen Dover angekommene Schiffsladung mit City Rovern wurde als Konkursmasse in Supermärkten verkauft. Angeblich war bei MG-Rover geplant gewesen, zum Modelljahr 2007 einen Nachfolger für den City Rover herausbringen. Auch über eine MG-Version war nachgedacht worden.
Die Zusammenarbeit mit MG Rover wurde von Tata aufgekündigt, auch um eine weitere Lizenzverwertung des City Rover durch andere Kooperationspartner zu verhindern. Eine weitere Produktion des City Rover wurde damit unterbunden.

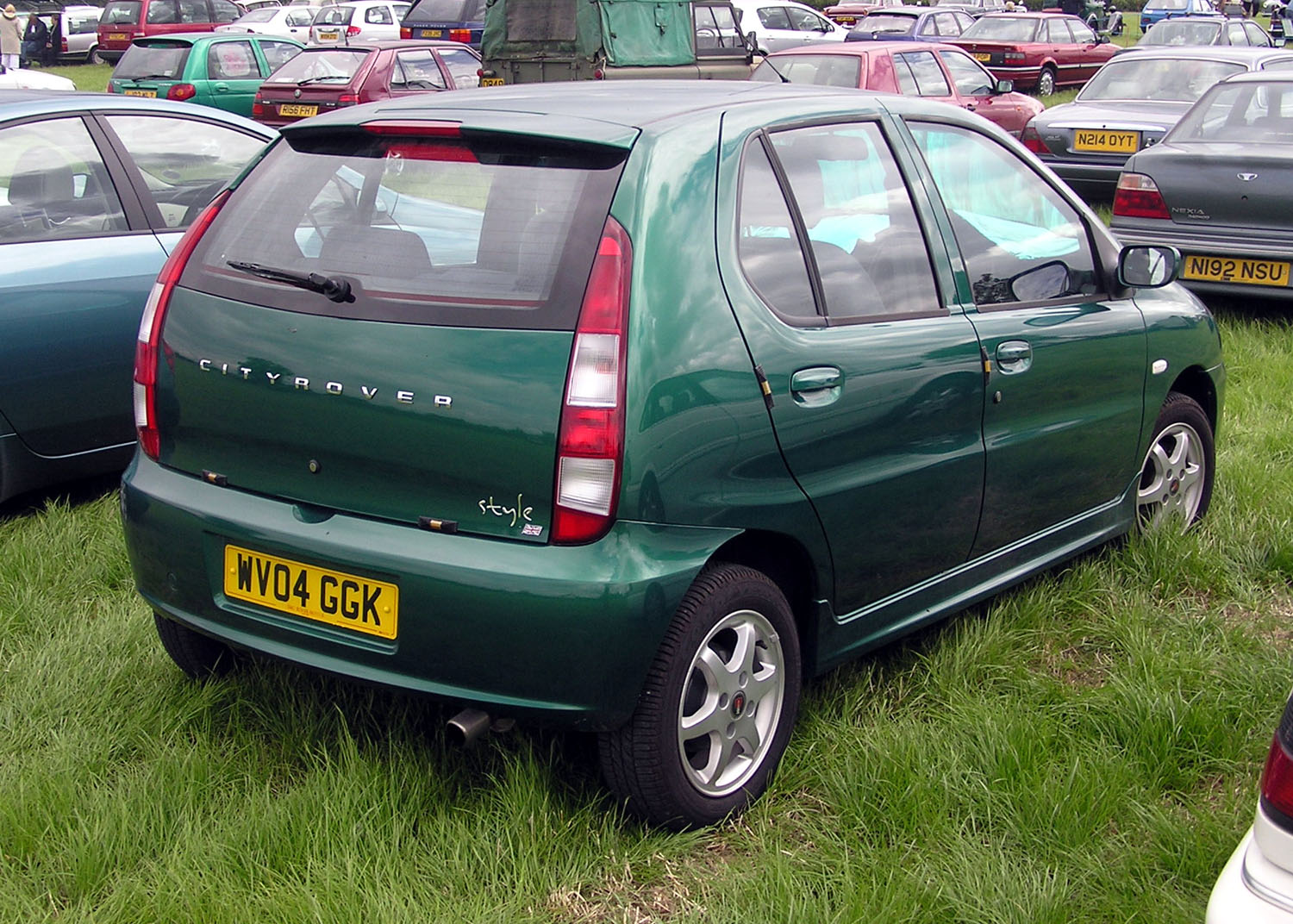
Heckansicht